# Campeonato Mundial de Natação em Piscina Curta de 2012 - 50 m borboleta feminino
A prova dos 50 metros nado borboleta feminino do Campeonato Mundial de Natação em Piscina Curta de 2012 foi disputado entre 13 e 14 de dezembro em Istambul  na Turquia.

## Recordes
Antes desta competição, os recordes mundiais e do campeonato nesta prova eram os seguintes:
|    | Nome              | Nacionalidade | Tempo | Local     | Data                   |
| -- | ----------------- | ------------- | ----- | --------- | ---------------------- |
| WR | Therese Alshammar | Suécia        | 24.38 | Singapura | 22 de novembro de 2009 |
| CR | Therese Alshammar | Suécia        | 24.87 | Dubai     | 17 de dezembro de 2010 |

## Medalhistas
| Ouro          | Prata              | Bronze                 |
| Lu Ying (CHN) | Jiao Liuyang (CHN) | Jeanette Ottesen (DEN) |

## Resultados

### Eliminatórias
As eliminatórias ocorreram dia 13 de dezembro.  
| Colocação | Bateria | Raia | Nome                            | Tempo | Notas  |
| --------- | ------- | ---- | ------------------------------- | ----- | ------ |
| 1         | 9       | 6    | Noemie It-Ting Thomas (CAN)     | 25.76 | Q, NR  |
| 2         | 9       | 4    | Christine Magnuson (USA)        | 25.83 | Q      |
| 3         | 7       | 5    | Lu Ying (CHN)                   | 25.87 | Q      |
| 4         | 8       | 4    | Jeanette Ottesen (DEN)          | 26.02 | Q      |
| 5         | 9       | 5    | Silvia di Pietro (ITA)          | 26.05 | Q      |
| 6         | 7       | 4    | Aleksandra Gerasimenya (BLR)    | 26.06 | Q      |
| 7         | 8       | 6    | Anna Dowgiert (POL)             | 26.15 | 'Q, NR |
| 7         | 8       | 2    | Claire Donahue (USA)            | 26.15 | Q      |
| 9         | 8       | 1    | Vanessa Mohr (RSA)              | 26.17 | Q      |
| 10        | 8       | 5    | Ilaria Bianchi (ITA)            | 26.20 | Q      |
| 11        | 9       | 3    | Louise Hansson (SWE)            | 26.28 | Q      |
| 12        | 3       | 9    | Jiao Liuyang (CHN)              | 26.36 | Q      |
| 13        | 7       | 3    | Triin Aljand (EST)              | 26.38 | Q      |
| 14        | 7       | 7    | Aleksandra Urbanczyk (POL)      | 26.39 | Q      |
| 15        | 8       | 3    | Daynara de Paula (BRA)          | 26.43 | Q      |
| 16        | 7       | 1    | Brianna Throssell (AUS)         | 26.54 | Q      |
| 17        | 6       | 6    | Nao Kobayashi (JPN)             | 26.58 |        |
| 18        | 9       | 7    | İris Rosenberger (TUR)          | 26.60 |        |
| 19        | 9       | 2    | Daria Tcvetkova (RUS)           | 26.62 |        |
| 20        | 7       | 2    | Fabienne Nadarajah (AUT)        | 26.66 |        |
| 21        | 7       | 6    | Sini Kuutamo (FIN)              | 26.71 |        |
| 22        | 8       | 8    | Sze Hang Yu (HKG)               | 26.73 |        |
| 23        | 8       | 7    | Katerine Savard (CAN)           | 26.74 |        |
| 24        | 9       | 8    | Marne Erasmus (RSA)             | 26.86 |        |
| 25        | 7       | 8    | Carolina Colorado Henao (COL)   | 26.90 |        |
| 26        | 3       | 8    | Elmira Aigaliyeva (KAZ)         | 27.25 |        |
| 27        | 8       | 9    | Kona Fujita (JPN)               | 27.26 |        |
| 28        | 6       | 3    | Sara Oliveira (POR)             | 27.39 |        |
| 28        | 9       | 1    | Rozaliya Nasretdinova (RUS)     | 27.39 |        |
| 30        | 7       | 9    | Yang Chin-Kuei (TPE)            | 27.44 |        |
| 31        | 6       | 5    | Jenjira Srisaard (THA)          | 27.46 |        |
| 32        | 7       | 0    | Denisa Smolenová (SVK)          | 27.49 |        |
| 33        | 6       | 4    | Judit Ignacio Sorribes (ESP)    | 27.57 |        |
| 34        | 9       | 9    | Mylene Ong (SIN)                | 27.83 |        |
| 35        | 8       | 0    | Danielle Villars (SUI)          | 27.90 |        |
| 36        | 9       | 0    | Ayse Ezgi Yazici (TUR)          | 28.04 |        |
| 37        | 5       | 1    | Caroline Pickering Puamau (FIJ) | 28.62 |        |
| 38        | 5       | 3    | Marie Meza (CRC)                | 28.81 |        |
| 39        | 6       | 0    | Zabrina Holder (BAR)            | 29.01 |        |
| 40        | 6       | 2    | Nguyen Thi Kim Tuyen (VIE)      | 29.13 |        |
| 41        | 6       | 8    | Dalia Tórrez Zamora (NCA)       | 29.34 |        |
| 42        | 5       | 4    | Pooja Raghava Alva (IND)        | 29.43 |        |
| 43        | 1       | 4    | Su Rim Choe (PRK)               | 29.46 |        |
| 44        | 5       | 2    | Jessica Teixeira Vieira (MOZ)   | 29.56 |        |
| 45        | 5       | 7    | Sylvia Tanya Brulehner (KEN)    | 29.65 |        |
| 46        | 6       | 7    | Kiran Khan (PAK)                | 29.67 |        |
| 47        | 2       | 8    | Maria Jose Ribera (BOL)         | 29.73 |        |
| 48        | 6       | 1    | Anxhela Kashari (ALB)           | 29.79 |        |
| 49        | 5       | 0    | Ana Sofia Nobrega (ANG)         | 29.80 |        |
| 50        | 5       | 9    | Anahit Barseghyan (ARM)         | 29.84 |        |
| 51        | 5       | 8    | Emily Siobhan Muteti (KEN)      | 29.96 |        |
| 52        | 4       | 6    | Tegan McCarthy (PNG)            | 30.25 |        |
| 53        | 4       | 5    | Tieri Erasito (FIJ)             | 30.26 |        |
| 54        | 6       | 9    | Ann-Marie Hepler (MHL)          | 30.35 |        |
| 55        | 4       | 4    | Ana Joselina Fortin (HON)       | 30.61 |        |
| 56        | 3       | 3    | Kathleen Grace Noble (UGA)      | 30.80 |        |
| 57        | 4       | 8    | Sabine Hazboun (PLE)            | 30.81 |        |
| 58        | 3       | 0    | Estellah Fils Rabetsara (MAD)   | 30.99 |        |
| 59        | 4       | 1    | Judith Ilan Meauri (PNG)        | 31.00 |        |
| 60        | 4       | 3    | Faith Edorodion (NGR)           | 31.02 |        |
| 61        | 2       | 4    | K. Zin Win (MYA)                | 31.32 |        |
| 62        | 5       | 6    | Oreoluwa Cherebin (GRN)         | 31.37 |        |
| 63        | 1       | 3    | Deandra Van der Colff (BOT)     | 31.46 |        |
| 64        | 4       | 7    | Felicity Passon (SEY)           | 31.49 |        |
| 65        | 4       | 0    | Afsana Ismayilova (AZE)         | 31.62 |        |
| 66        | 2       | 6    | Najma Khatun (BAN)              | 31.90 |        |
| 67        | 4       | 9    | Charissa Sofia Panuve (TGA)     | 32.29 |        |
| 68        | 2       | 5    | Angela Kendrick (MHL)           | 32.59 |        |
| 69        | 2       | 2    | Dirngulbai Misech (PLW)         | 33.13 |        |
| 70        | 3       | 4    | Surennyam Erdenebileg (MGL)     | 33.21 |        |
| 71        | 3       | 2    | Shne Joachim (VIN)              | 33.92 |        |
| 72        | 1       | 6    | Alphonsine Agahozo (RWA)        | 34.76 |        |
| 73        | 3       | 5    | Kibong Tanji (CMR)              | 35.03 |        |
| 74        | 3       | 6    | Danielle Atoigue (GUM)          | 36.29 |        |
| 75        | 3       | 7    | Amanda Poppe (GUM)              | 36.78 |        |
| 76        | 3       | 1    | Aminath Shajan (MDV)            | 36.90 |        |
| 77        | 2       | 3    | Adzo Kpossi (TOG)               | 43.00 |        |
| 78        | 2       | 7    | Khahliso Caroline Mpeta (LES)   | 46.64 |        |
| 79        | 1       | 5    | Daphne Ines Tchamsi (TOG)       | 54.54 |        |
| 80        | 2       | 0    | Wendy Rodriguez (VEN)           | DNS   |        |
| 80        | 2       | 1    | Jeserik Pinto (VEN)             | DNS   |        |
| 80        | 4       | 2    | Ophelia Swayne (GHA)            | DNS   |        |
| 80        | 5       | 5    | Oriele Espinoza (PER)           | DNS   |        |

### Semifinal
A semifinal  ocorreu dia 13 de dezembro. 
| Colocação | Bateria | Raia | Nome                   | Nacionalidade  | Tempo | Notas |
| --------- | ------- | ---- | ---------------------- | -------------- | ----- | ----- |
| 1         | 1       | 5    | Jeanette Ottesen       | Dinamarca      | 25.62 | Q     |
| 2         | 1       | 4    | Christine Magnuson     | Estados Unidos | 25.65 | Q     |
| 2         | 2       | 5    | Lu Ying                | China          | 25.65 | Q     |
| 4         | 2       | 4    | Noemie It-Ting Thomas  | Canadá         | 25.76 | Q, NR |
| 5         | 2       | 6    | Anna Dowgiert          | Polónia        | 25.82 | Q, NR |
| 6         | 1       | 6    | Claire Donahue         | Estados Unidos | 25.84 | Q     |
| 7         | 1       | 7    | Jiao Liuyang           | China          | 25.93 | Q     |
| 8         | 2       | 1    | Triin Aljand           | Estónia        | 25.96 | Q     |
| 9         | 2       | 7    | Louise Hansson         | Suécia         | 25.97 |       |
| 10        | 1       | 1    | Aleksandra Urbanczyk   | Polónia        | 26.00 |       |
| 11        | 1       | 3    | Aleksandra Gerasimenya | Bielorrússia   | 26.01 |       |
| 11        | 2       | 3    | Silvia di Pietro       | Itália         | 26.01 |       |
| 13        | 1       | 2    | Ilaria Bianchi         | Itália         | 26.02 |       |
| 14        | 2       | 2    | Vanessa Mohr           | África do Sul  | 26.16 |       |
| 15        | 1       | 8    | Brianna Throssell      | Austrália      | 26.17 |       |
| 16        | 2       | 8    | Daynara de Paula       | Brasil         | 26.40 |       |

### Final
A final teve sua disputa realizada em 14 de dezembro. 
| Colocação         | Raia | Nome                  | Nacionalidade  | Tempo | Notas |
| ----------------- | ---- | --------------------- | -------------- | ----- | ----- |
| Medalha de ouro   | 3    | Lu Ying               | China          | 25.14 |       |
| Medalha de prata  | 1    | Jiao Liuyang          | China          | 25.23 |       |
| Medalha de bronze | 4    | Jeanette Ottesen      | Dinamarca      | 25.55 |       |
| 4                 | 6    | Noemie It-Ting Thomas | Canadá         | 25.60 | NR    |
| 5                 | 5    | Christine Magnuson    | Estados Unidos | 25.70 |       |
| 6                 | 7    | Claire Donahue        | Estados Unidos | 25.88 |       |
| 7                 | 2    | Anna Dowgiert         | Polónia        | 25.90 |       |
| 8                 | 8    | Triin Aljand          | Estónia        | 26.01 |       |

Legenda
| Recorde mundial       | Recorde mundial (World record)               |                       | Recorde africano                      | Recorde africano (African) |                                           | Q | Classificado por posição (Qualified) |
| Recorde do campeonato | Recorde do campeonato (Championship record)  | Recorde da América    | Recorde da América (Americas)         | q                          | Classificado por melhor tempo (Qualified) |   |                                      |
| Melhor marca do ano   | Melhor marca do ano (World leading)          | Recorde asiático      | Recorde asiático (Asian)              | DNS                        | Não largou (Did not start)                |   |                                      |
| Recorde nacional      | Recorde nacional (National record)           | Recorde europeu       | Recorde europeu (European)            | DNF                        | Não terminou (Did not finish)             |   |                                      |
| Recorde pessoal       | Recorde pessoal do atleta (Personal best)    | Recorde da Oceania    | Recorde da Oceania (Oceania)          | DSQ / DQ                   | Desclassificado (Disqualified)            |   |                                      |
| Recorde da temporada  | Recorde da temporada do atleta (Season best) | Recorde sul-americano | Recorde sul-americano (South America) | NM                         | Sem marca (No mark)                       |   |                                      |